# Gameland
《Gameland》是俄罗斯电子游戏杂志，1996年创刊，2013年停刊。2010年，杂志与日本的《Fami通》建立合作关系。杂志停刊后，许多前杂志员工加入了IGN Russia。